# Anders Wahlgren
Anders Erik Wahlgren, född 25 juni 1946 i Stockholm, är en svensk författare, manusförfattare och regissör av dokumentär- och spelfilm. Wahlgren, som är filosofie kandidat i konst- och arkitekturhistoria, är mest känd för sina dokumentärfilmer om gamla tiders Stockholm och Göteborg. Uppmärksammad var även hans dokumentär Sigrid och Isaac, som skildrade konstnärsparet Sigrid Hjertén och Isaac Grünewald. I den uppföljande boken med samma namn omvandlas spelfilmens dramaturgi till ett litterärt experiment med biografigenren. Han har även gjort filmer om Nils och Thora Dardel samt Harry och Moa Martinson.
Anders Wahlgren växte upp på Torsgatan i Stockholm. Fadern var ingenjör på gasverket och familjen bodde i gasverkshuset. Morfadern Erik Sköld, som var konstnär, väckte Anders Wahlgrens intresse för konst som bland annat har manifesterats i några utställningar han har kuraterat. Men allra mest har det blivit film, nästan ett hundratal.
Anders Wahlgren var anställd på Sveriges Radio och Sveriges Television 1969–1989 och har sedan dess arbetat som frilansfilmare.

## Priser och utmärkelser
Wahlgren har tilldelats flera film- och kulturpriser som Ikaros, Expressens Guldgeting, DN:s Guldkänga, Guldklappan (tre gånger), Årets Stockholmare. Svenska Akademiens kulturpris, Stockholmsgillets pris, Kulturpriset till Prins Eugens minne och flera utländska filmpriser i Moskva, Paris, Sorento, Gent och Montreal.
År 2021 tilldelades han Samfundet De Nios Julpris och 2023 mottog han Olle Engkvist-medaljen.

## Filmografi
- Riv inte[4] och Vi vill bo kvar[5] (1974) (TV-dokumentär)
- Bygg bättre bostäder (1975) (TV-dokumentär)
- Porträttet: John-Erik Franzén (1977) (TV-dokumentär)[6]
- Trädgårdsstaden (1978) (TV-dokumentär)
- Storgårdskvarteret (1979) (TV-dokumentär)
- Det sköna är svårt - en film om konstnären Carl Fredrik Hill (1985) (TV-film)
- Moa (1986)
- Den döende dandyn (1989) (TV-film)
- Staden i mitt hjärta (1992) (TV-dokumentär)
- Stadens själ (1993) (TV-dokumentär)
- En kluven stad (1998) (TV-dokumentär)
- Sanna ögonblick (1998)
- Vällingby - Framtidsstaden (2000)
- Möte med Rolf Lassgård (2000) (TV-dokumentär)
- Filmstaden (2001)
- När Domus kom till stan (2004) (TV-dokumentär)
- Sigrid & Isaac (2005)
- Vasa - människorna, skeppet, tiden (2011)
- Spelet om Stockholm, dokumentär i två delar (2013)
- Göteborg - en resa i tiden, dokumentärserie i fyra delar (2013)
- Förbjuden kärlek (2016) (Dramadokumentär)
- Bugatti - en bildröm (2018)